# Diacra flavescens
Diacra flavescens är en insektsart som beskrevs av Alexander Fyodorovich Emeljanov 1969. Diacra flavescens ingår i släktet Diacra och familjen dvärgstritar. Inga underarter finns listade i Catalogue of Life.